# 亞納瓦拉山 (帕爾卡-帕拉蒂亞)
15°23′52″S 70°35′41″W / 15.39778°S 70.59472°W
亞納瓦拉山（Yanawara），是秘魯的山峰，位於該國東南部普諾大區，由帕爾卡區和帕拉蒂亞區負責管轄，屬於安地斯山脈的一部分，海拔高度5,000米。